# Simulateur de conduite

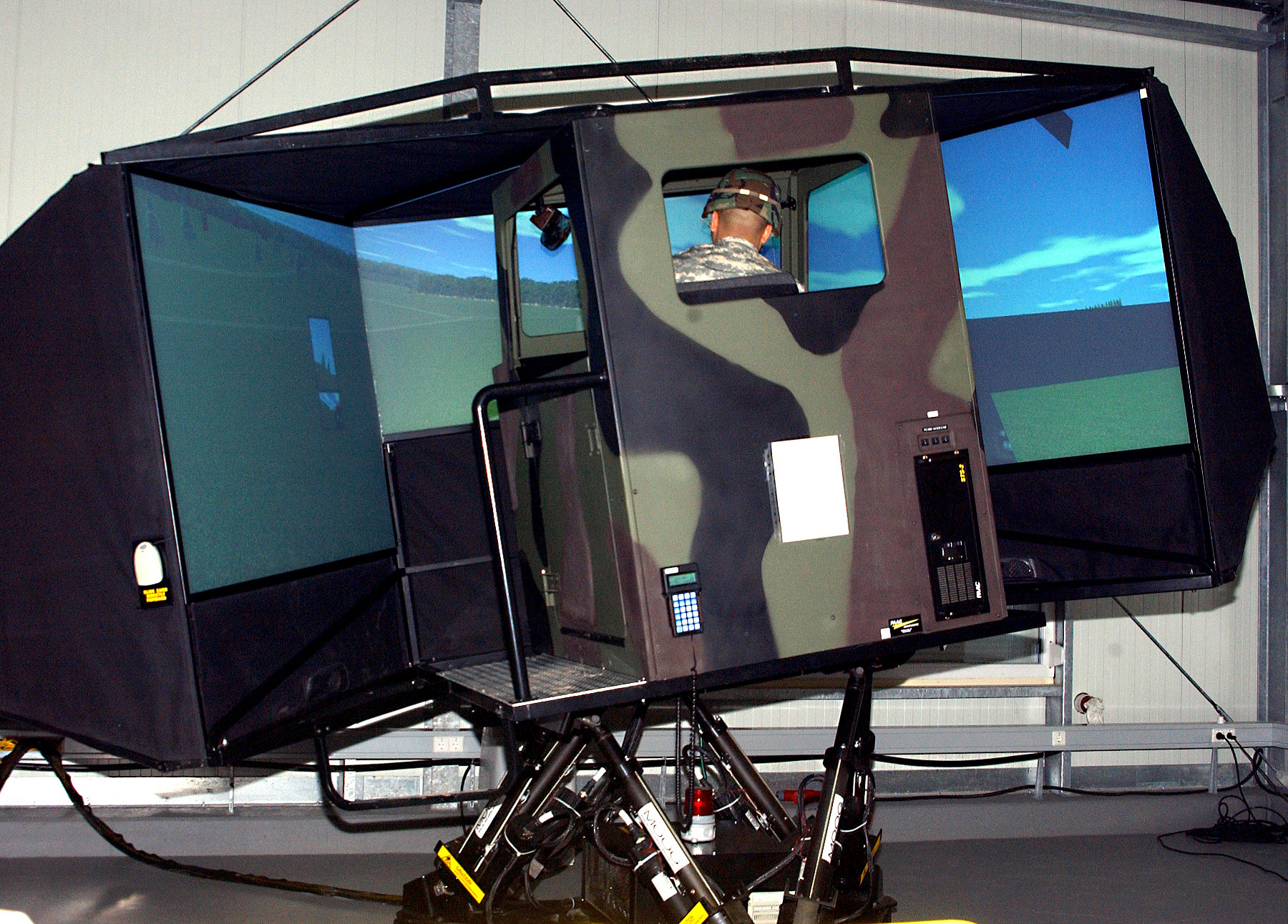
Simulateur de conduite de véhicule militaire tout-terrains

Le terme simulateur de conduite désigne en général un simulateur de véhicule terrestre comme un véhicule automobile, un véhicule ferroviaire ou même celui d'un navire.
C'est un simulateur piloté dans lequel un conducteur réel est capable de conduire un véhicule virtuel.
Contrairement à ce que l'on peut imaginer, un simulateur de conduite terrestre est plus complexe qu'un simulateur de vol, entre autres pour les raisons suivantes :
- la conduite au sol se fait essentiellement par la vision des détails de la scène extérieure et en interaction avec tous les objets et mobiles proches : la scène extérieure est essentielle et le trafic alentour doit apparaître comme réactif aux actions du conducteur alors que dans un aéronef seules les phases de décollage et d'atterrissage nécessitent une vue extérieure précise,
- un véhicule terrestre est soumis à des mouvements, changements d'accélération et variations de vitesse moins amples mais plus fréquents qu'un aéronef,
- le conducteur conduit en fonction de la perception qu'il a de ses mouvements et de la position perçue de son véhicule et beaucoup moins par la lecture de ses instruments de bord.

## Simulateurs de conduite professionnels

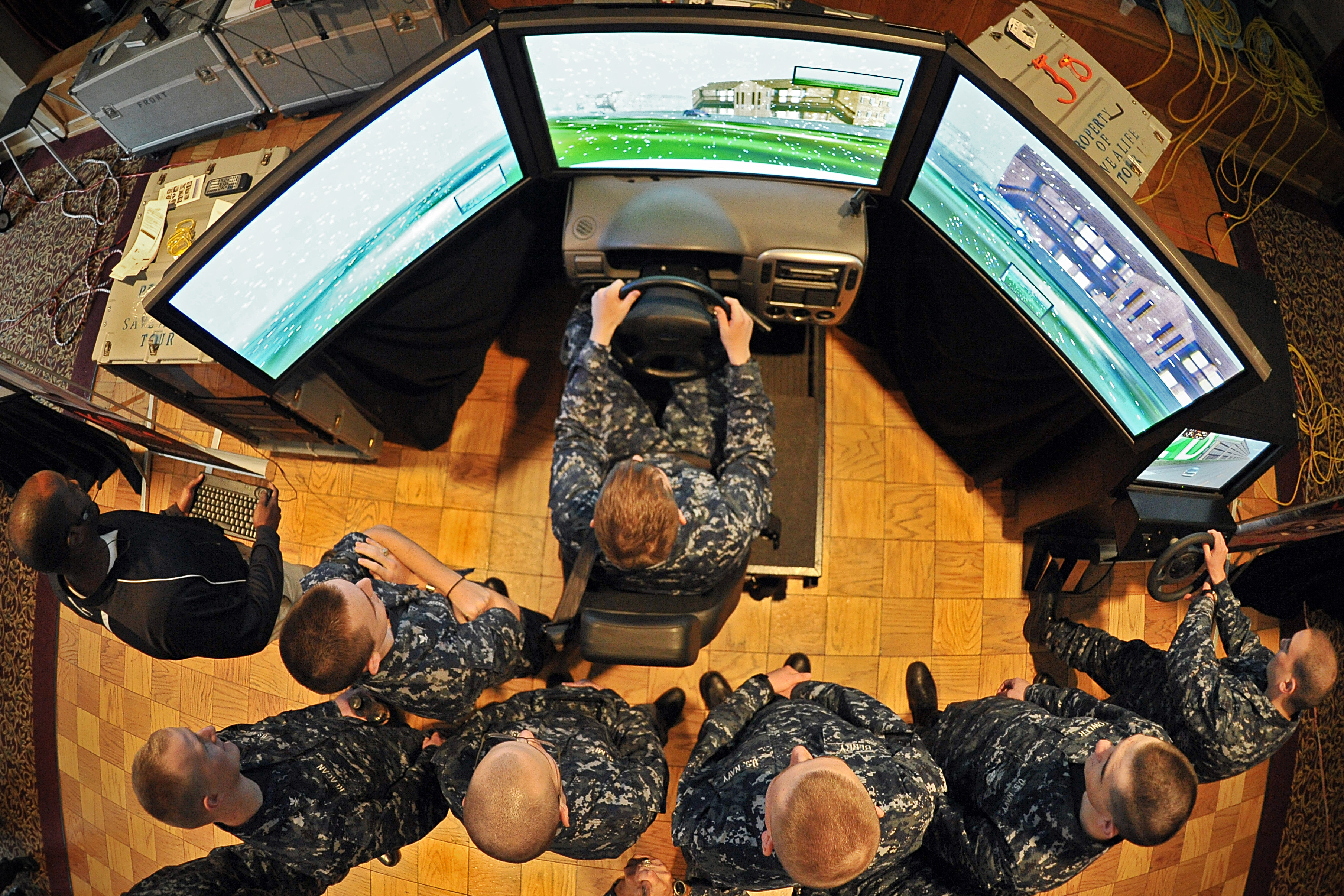
Simulateur de conduite en état d'ivresse utilisé par l'US Navy.

L'intérêt du simulateur de conduite est de placer le conducteur dans un environnement comparable à celui d'une conduite réelle mais où l'environnement et le véhicule sont totalement sous contrôle car représentés par des modèles logiciels.
Les simulateurs de conduite sont actuellement utilisés pour :
- les recherches et développements liés à la mise au point de nouveaux véhicules, de sous-systèmes de véhicule ou de systèmes d'aide à la conduite,

- les études et recherches sur le comportement du conducteur, les facteurs humains liés à la conduite : vigilance, attention, perception,

- la formation des professionnels de la conduite comme les conducteurs de poids lourds, de véhicules utilitaires ou légers comme dans le cadre de l'apprentissage de la conduite économique appelée aussi éco-conduite.

Les simulateurs de conduite se dotent également de nouveaux capteurs et actionneurs, le suivi du regard, retour de force, et de systèmes haptiques permettant de faire évoluer le ressenti et l'analyse.
Le simulateur n'est pas pour le moment une représentation totale de la réalité mais il offre néanmoins une alternative et une complémentarité à la formation à bord de véhicules réels. Les avantages du simulateur de conduite dans la formation poids lourds sont nombreux à commencer par des aspects environnementaux et organisationnels : coût de mise en œuvre, facilité de mise en situation.  De plus, avec un simulateur transportable, c'est le formateur qui se déplace vers ses stagiaires et non le contraire.

### Conférences scientifiques
La Driving Simulation Conference (DSC) Europe, créée en 1995 et présidée depuis par Andras Kemeny, permet de réunir les communautés industrielles et scientifiques du domaine de la simulation de conduite. Renault, ENSAM et IFSTTAR sponsorisent cet évènement depuis 2010.

### Quelques grands simulateurs dédiés aux études et recherches
On peut estimer que le nombre de ces simulateurs dans le monde se monte à une ou deux centaines et on cite ici les plus "volumineux" :
- Pour les dimensions, le plus grand au monde était jusqu'en 2007, le NADS américain mis en service en 2001 à l'Université d'Iowa. Mais il est maintenant détrôné par le simulateur de Toyota, de configuration semblable avec des courses longitudinale et transversale supérieures ;
- Les suivants, par ordre d'ancienneté, ont des dimensions plus modestes :
  - les simulateurs du centre de recherche suédois VTI à Linköping dont le premier a été mis en service en 1984, le dernier en 2004 et un autre étant prévu pour 2010 ;
  - le simulateur de Daimler-Benz mis en service en 1986 à Berlin ;
  - le simulateur Ultimate mis en service en 2004 au Technocentre Renault ;

## Jeux vidéo

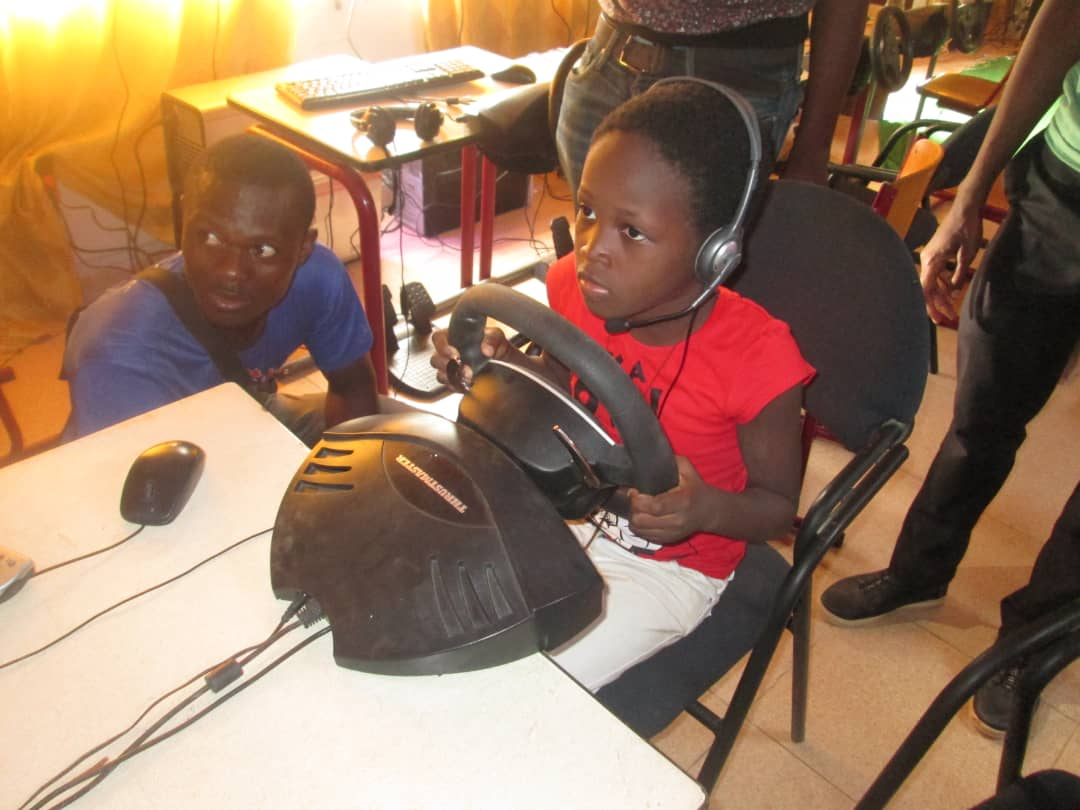
Une enfant jouant à un jeu de conduite de voiture à Cotonou au Bénin.

Les jeux de simulation de conduite :
- simulations de rallyes ou de courses de véhicules automobiles
  - Liste des jeux vidéo de saisons de sport automobile
  - jeu vidéo de course
- simulations de conduite de train

## Fabricants de simulateur de conduite
- Develter Innovation : Develter Innovation
- Upsilondynamicsystem : https://www.upsilondynamicsystem.com/
- AVSimulation : www.avsimulation.com
- Simleader : www.simleader.ca
- www.e6lab.com e6 Lab
- L'atelier du Simu : https://www.latelier-du-simu.fr/